# 譲歩
| ウィキペディアには「譲歩」という見出しの百科事典記事はありません（タイトルに「譲歩」を含むページの一覧/「譲歩」で始まるページの一覧）。 代わりにウィクショナリーのページ「譲歩」が役に立つかもしれません。 |